# Ширины

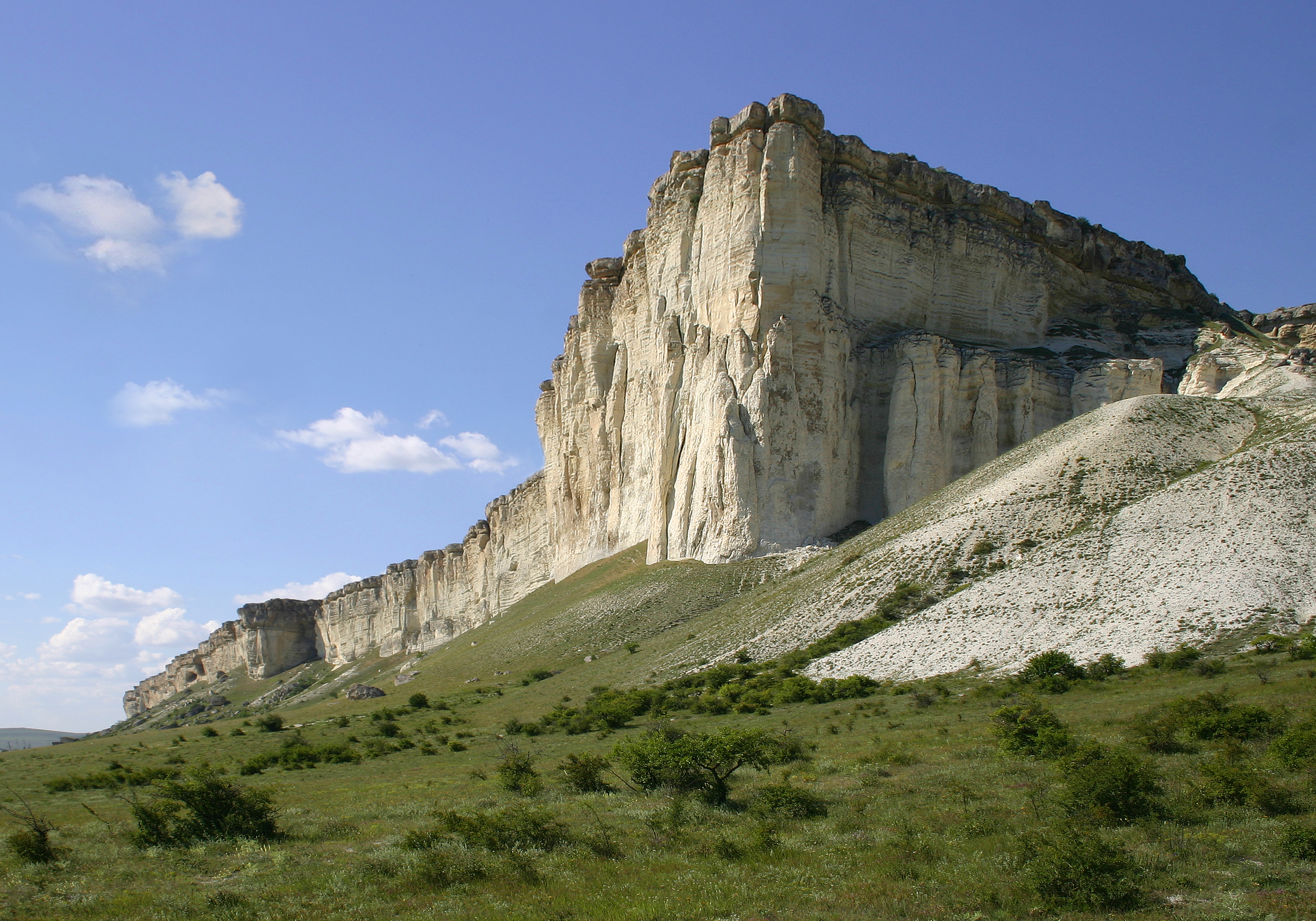
Белая скала (Ак-Кая) в Белогорске (Карасубазаре), родовом владении Ширинов, где они, предположительно, предали крымских ханов, присягнув на верность российской императрице

Шири́ны (крымскотат. Şırınlar) — крымскотатарский тюркский род, один из четырёх сильнейших бейских родов Крымского ханства и Казанского ханства— карачи-беков, которые могли утверждать крымских ханов на престоле и состояли в государственном совете этого государства, на котором решалась внешняя политика Крыма.
Ширины были в числе тех бейских родов Крымского улуса, которые в результате совещания решили пригласить из Литвы наследника Чингисхана — Хаджи I Герая, который скрывался там после смерти Джанике и ослабления его положения в Крыму, уже полностью обособившемся от Орды во время правления Джанике. Так, к великому князю литовскому Казимиру прибыло посольство от родов Ширин и Барын. Они объяснили Казимиру, что хотят видеть Хаджи Герая своим ханом. Хаджи Герай был приглашён Казимиром в Киев из Лиды, встретился там с бейскими послами, а затем вместе с ними отправился в Крым. Когда Хаджи Герай достиг Крыма, все беи и мирзы во главе с Тегене присягнули ему как правителю.
Родовое владение беев Ширин — Карасубазар.
В Крыму до конца XVIII века они были «знаменитейшими и сильнейшими из всех» и «составляли в народном собрании первейшую степень». Ширинские мурзы были первой фамилией в Крымском ханстве, имея исключительное перед всеми крымскими родами право вступать в брак с дочерьми крымских ханов.
В 1555 году, при Девлет I Герае, в Судбищенской битве И. В. Шереметевым взято было в числе трофеев знамя Ширинских мурз. Согласно летописям, «приходили мурзы ногайские и ширинские». В 1594 г. Ширинский мурза Иши-Махмет приезжал в Москву в качестве крымского посла.
В 1768—1774-х годах в ходе завоевания Крыма российской армией Ширины предали крымских ханов, присягнув на Ак-Кая, где ранее возводились на престол ханы, российской императрице, получив дворянский титул. В связи с этим Кырым Герай, последний великий крымский хан, просил Кареценова спросить у татар, на каком основании они «учинили присягу», на что последовал ответ Караценова: «Нужды никакой не имею, ибо совершенно знаю, да и сами татары знают, что присягали на верность подданства всероссийской державы!». Выступили «лучшие», по выражению Караценова, крымские татары и честно признались, что хотят служить своему господину-хану; остальные молчали. Кырым Герай снова заявил, что хан считает их своими подданными, так как они принесли присягу на верность, а не на подданство России. Калга-султан Али-ага подтвердил, что действительно они сами присягали только на верность, а не на подданство. В 1769 году Кырым Герай внезапно умер в Каушанах. Налицо были все признаки умышленного отравления, но беи по непонятным причинам отказались начать следствие.
В 1784 г. Мехметши-бею Ширинскому Потёмкин назначил ежегодное жалованье в 2000 руб., императрица Екатерина II повелела избирать губернских предводителей дворянства Крыма из рода Ширинских. Часть Ширинов под фамилией Ширинских начали переходить в православие.

## Генетика
Документально подтверждённые представители рода Ширин из Крыма и Поволжья сделали генетические тесты. В ходе исследований удалось выяснить, что все они принадлежат к Y-хромосомной гаплогруппе C2b-FT37001.